# Goya (geslacht)
Goya is een geslacht van vlinders van de familie snuitmotten (Pyralidae), uit de onderfamilie Phycitinae.

## Soorten
- G. albivenella Ragonot, 1888
- G. simulata Shaffer, 1989
- G. stictella Hampson, 1918